# Weldon Olson
Weldon Howard "Weldy" Olson, född 12 november 1932 i Marquette, Michigan, död 13 maj 2023 i Findlay, Ohio, var en amerikansk ishockeyspelare. Olson blev olympisk guldmedaljör i ishockey vid vinterspelen 1960 i Squaw Valley.